# Roberto Primus
Roberto Primus (* 20. Juli 1949 in Paluzza) ist ein ehemaliger italienischer Skilangläufer.

## Werdegang
Primus trat international erstmals bei den Nordischen Skiweltmeisterschaften 1970 in Vysoké Tatry in Erscheinung. Dort wurde er Sechster mit der Staffel. Im Februar 1971 errang er in Santa Caterina Valfurva den zweiten Platz über 15 km. Bei den Nordischen Skiweltmeisterschaften 1974 in Falun kam er auf den 42. Platz über 15 km. Anfang März 1975 belegte er bei den Lahti Ski Games hinter Oddvar Brå den zweiten Platz über 50 km. Im folgenden Jahr lief er bei den Olympischen Winterspielen 1976 in Innsbruck auf den 36. Platz über 15 km, auf den 34. Rang über 30 km und auf den 14. Platz über 50 km. Bei den Nordischen Skiweltmeisterschaften im Februar 1978 in Lahti kam er auf den 33. Platz über 50 km, auf den 25. Rang über 30 km und auf den 24. Platz über 15 km. Zusammen mit Maurilio De Zolt, Ulrico Kostner und Giulio Capitanio errang er dort den 11. Platz in der Staffel. In der Saison 1978/79 siegte er im Telemark in der Staffel und errang beim Czech-Marusarzówna-Memorial in Zakopane jeweils zusammen mit Maurilio De Zolt und Giulio Capitanio den dritten Platz in der Staffel. Seine letzten internationalen Rennen absolvierte er bei den Olympischen Winterspielen 1980 in Lake Placid. Dort belegte er den 43. Platz über 30 km und den 25. Rang über 50 km.
Bei italienischen Meisterschaften siegte Primus in den Jahren 1977 und 1978 über 15 km und 1977 über 30 km.

## Teilnahmen an Weltmeisterschaften und Olympischen Winterspielen

### Olympische Spiele
- 1976 Innsbruck: 34. Platz 30 km, 36. Platz 15 km
- 1980 Lake Placid: 6. Platz Staffel, 19. Platz 50 km, 27. Platz 30 km, 39. Platz 15 km
- 1984 Sarajevo: 25. Platz 50 km, 43. Platz 30 km

### Nordische Skiweltmeisterschaften
- 1970 Vysoké Tatry: 6. Platz Staffel
- 1974 Falun: 42. Platz 15 km
- 1978 Lahti: 11. Platz Staffel, 24. Platz 15 km, 25. Platz 30 km, 33. Platz 50 km